# NGC 4383
NGC 4383 (również PGC 40516 lub UGC 7507) – galaktyka spiralna (Sa), znajdująca się w gwiazdozbiorze Warkocza Bereniki. Została odkryta przez Eduarda Schönfelda 23 maja 1862 roku. Należy do Gromady w Pannie. Jest to galaktyka gwiazdotwórcza.